# Colagogo
Los colagogos (del griego χολαγωγός ‘que conduce la bilis’) son fármacos o extractos de plantas que facilitan la expulsión de la bilis retenida en la vesícula biliar, y casi siempre van acompañados de acción purgante intestinal. Los colagogos son útiles en la ictericia.
El extracto de boldo, gracias a su principio activo boldina, está considerado como un estimulante digestivo, colerético y colagogo. También la achicoria, el romero, la raíz de piñón, campanilla, cardosanto, jengibre, mangle, mano de león, morro, ruibarbo, alcaravea. También se aprecia como colagogo la alcachofa.